# Isolona dewevrei
Isolona dewevrei är en kirimojaväxtart som först beskrevs av De Wild. och Théophile Alexis Durand, och fick sitt nu gällande namn av Adolf Engler och Friedrich Ludwig Diels. Isolona dewevrei ingår i släktet Isolona och familjen kirimojaväxter. IUCN kategoriserar arten globalt som sårbar. Inga underarter finns listade i Catalogue of Life.